# Walter George Alton
Walter George Alton (New York, 3 dicembre 1941) è un attore statunitense.

## Biografia
Walter George Alton viene ricordato principalmente per la sua interpretazione del film cult L'uomo puma di Alberto De Martino. Secondo un'intervista di Stracult del 2011, Alton fu scelto come protagonista della pellicola perché era, all'epoca, sconosciuto e quindi, per problemi finanziari, fu inserito nel cast del film. Il regista, sempre nella stessa intervista, ricorda che il giovane attore non era in grado di recitare, in parte perché senza esperienza alle spalle (soltanto il film 10 di Blake Edwards, in una piccola parte), e anche perché era inespressivo. Per questo motivo, oggi, il film viene ricordato come uno fra i più brutti della storia, oltre che mal recitato. Alton, dopo il flop del film, decise di ritirarsi e di trovare lavoro come avvocato, secondo quanto detto da De Martino.

## Filmografia
- 10, regia di Blake Edwards (1979)
- L'uomo puma, regia di Alberto De Martino (1980)
- Scratch Dance, regia di Lawrence Dane (1984)